# Csangsai csata (1939)
A csangsai csata a második kínai–japán háború egy ütközete volt, amelyben a kínai nacionalista erők megállították a japán támadókat. A csata az addigi egyik legnagyobb kínai győzelem volt.

## Előzmények

### A második kínai–japán háború kitörése
1931-ben Japán meghódította Mandzsúriát (ma Északkelet-Kína) és létrehozta Mandzsukuó bábállamot, nagy összegeket költve a régió ipari fejlesztésére és folytatva az Észak-Kínába való terjeszkedést. Kína területi integritásának ezen megsértése egy gyorsan növekvő japánellenes mozgalmat hozott létre Kínában.
1937 júniusában a japán Kwangtung Hadsereg nagyszabású katonai gyakorlatot hajtott végre a kínai határon, a Marco Polo hídtól nyugatra. Ugyan a japán katonai gyakorlatok engedélyezve voltak egy a Boxer Protokolt kiegészítő egyezség révén, de a japán csapatok mérete – melyet 7000 és 15 000 közöttire becsült – meghaladta az egyezségbe foglalt limitet. Július 6-án a japánok egy éjszakai gyakorlatot tartottak, amelyről nem értesítették a kínaiakat, ami ahhoz vezetett, hogy a kínaiak tévesen támadásnak vélték a japán csapatmozgásokat és néhányan lövéseket adtak le. Egy japán katona eltűnt. A japán tisztek követelték hogy csapataik átmehessenek kínai területre az eltűnt katona megkeresésére. Ezt a kínaiak visszautasították. Ugyan az eltűnt japán katona a következő nap előkerült, a tiszteket erről nem értesítették és 8-án a japánok támadásba lendültek. Az összeütközés egy napig tartott és japán kudarccal végződött.
A japán miniszterelnök, Konoe Fumimaro megpróbálta elkerülni a totális háborút, de a japán katonai vezetés eszkalálni akarta a helyzetet. Július végén a japán csapatok támadást indítottak Beiping (ma Peking) ellen és augusztus 4-én a kínaiak visszavonultak a városból.

### Sanghaj és Nanking eleste
Csang Kaj-sek vonakodott legjobb csapatait Észak-Kínában bevetni, egy olyan területen melyet addig sem igazán tudott ellenőrzése alá vonni. De Shanghai ellenben központi helyet foglalt el a Japán elleni stratégiában. A Sanghaji ütközet a háború első nagy csatája volt (a japánok 300 000, a kínaiak 700 000 embert vetettek be), és egyben az egyik legvéresebbnek is bizonyult. Az ütközet három hónapig tartott (augusztus elejétől november elejéig), a japán veszteségek 40 000, és 60 000[forrás?] fő a kínai veszteségek 187 000, és 250 000 fő közé tehetőek.
Sanghaj elfoglalását követően Nanking, a Nacionalista kormány fővárosa is hamar veszélybe került. Novemberben a fontosabb minisztériumokat áthelyezték, és december 7-én Csang Kaj-sek is elhagyta a várost. A japánok december 13-án elfoglalták a várost. Ezt követően került sor a nankingi mészárlásra, a konfliktus egyik leghírhedtebb háborús bűncselekményére. Ezen tömegmészárlás során a kínai becslések szerint 300 000 embert gyilkoltak meg.

### Hszücsou, Vuhan és Szuizao
1938 folyamán három fontosabb hadmozdulatra került sor. Elsőként a japán Észak Kínai Hadsereg megindult dél fele, hogy összekösse Pekinget Nankinggal. Ezen hadmozdulat során Hszücsounál került sor a legnagyobb csatára amelyet a japánok megnyertek ( habár a közeli tajercsuangnál egy kisebb csatát elvesztettek).[forrás?]
Ezt követően Közép-Kínában került sor egy újabb város, Vuhan japán elfoglalására. Vuhan városának elfoglalása a második kínai-japán háború korai szakaszának egyik leghosszabb (négy és fél hónap – június elejétől október végéig) és legnagyobb (a két oldalon együttvéve több mint egymillió-háromszázezer ember harcolt) csatája volt. A csatában mindkét fél súlyos veszteségeket szenvedett, egyes becslések szerint összesen 540 000 főt (a japán Közép Kínai Expedíciós Hadsereg 140 000 főt, a kínaiak 400 000 főt).[forrás?]
Végül a harmadik fontos esemény a Szuicaoi csata (rövidítés Szuihszien (ma Szuicsou) és Caoyang város neveinek egybevonásával). A csata elején a japánok több kínai várost is elfoglaltak (például Nanyangot), de aztán a kínai csapatok visszavonulásra kényszerítették őket és visszafoglalták a városokat.[forrás?]

### Halhin-gol
A határ a szovjet szövetséges Mongólia és Mandzsukuó közt az 1930-as években vitatott volt. 1938-ban a Haszan-tónál sor került egy összecsapásra a szovjet és japán csapatok között. 1939-ben pedig több jelentős ütközet zajlott le a Halhin-gol folyónál majustól augusztus végéig. A határkonfliktus oka az volt hogy a japánok a határt a Halhin-gol folyónál, míg a mongolok attól 16 kilométerre keletre vélték megállapítani. Ennél fogva egy kisebb mongol csapat összecsapott mandzsukuói katonákkal miután a folyón átkelve Nomonhan faluhoz mentek. Az ez után kibontakozó határkonfliktus során mintegy 57 000 ezer szovjet és 30 000 japán katona került bevetésre.[forrás?] A szovjet csapatok augusztusban egy bekerítő hadmozdulattal súlyos veszteségeket okoztak a japánoknak, ezzel pontot téve az ügy végére.

## A csata

### Szemben álló felek

#### Japán
Japán részről a hadműveletben a 11. hadsereg vett részt, amely a vuhani csatában is fontos szerepet játszott12. Az Okamura Jaszudzsi irányítása alá tartozó 11. hadsereg a következő egységekből állt:
6. hadosztály, 106. hadosztály, 33. hadosztály, 13. hadosztály, 3. hadosztály és a 101. hadosztály. Továbbá rendelkezésükre állt néhány haditengerészeti egysége is a Kínai Területi Flottának, például egy ágyúnaszád alakulat és számos motorcsónak.[forrás?]

#### Kínai Forradalmi Hadsereg
Kínai részről a IX. háborús övezet következő egységei vettek részt álltak Csen Cseng rendelkezésére: 19. hadseregcsoport, 1. hadseregcsoport, 30. hadseregcsoport, 27. hadseregcsoport, 15. hadsereg, 20. hadseregcsoport, 73. hadtest, 4. hadtest, 70. hadtest, Új 6. hadtest, 74. hadtest, 5. hadtest, 99. hadtest és a 11. hadosztály.[forrás?]

### Az ütközet
Hunan rizs termése és természeti erőforrásai, mint például volfrám és antimon, értékes stratégiai eszközök voltak. De még fontosabb hogy Csangsa a kevés kínai kézen maradt közlekedési csomópontok és katonai hadianyagraktárak egyike volt. Földrajzi szempontból Csangsa valószínű célpontnak tűnt mivel Japán nagyban a vasúti és vízi közlekedésre hagyatkozott. Ugyan több fontos kínai hadi üzem is volt Hunanban, a legfontosabb stratégiai célpont a Csangsa-Kvangtung vasútvonal volt.13Csangsa és az attól nyugatra lévő városok megszerzésével a japánok megszerezhették volna fennhatóságot a Jangce fölött a Szecsuani határig, és elvághatták volna az ottani Kuomintang bázist a többi háborús zónától. Észak felőli védekezés esetén a kínaiak számos terepelőnyt élveztek. Yochow után a vasúti ágy több folyón is áthaladt. A nagyon limitált úthálózat ebben a térségben pedig el lett pusztítva a kínaiak által, és eső esetén az egész régió sártengerré változott. Mivelhogy a japánok mechanikus közlekedésre hagyatkoztak a kommunikációs vonalaik fenntartásához, így lehetetlen volt megfelelően ellátni az előrenyomuló csapatokat, és védeni az egész 160 kilométeres utat Yochow és Csangsa közt. Ráadásul a gyalogság erősen függött a tüzérség és a páncélozott harci járművek támogatásától, amelyek gyakorlatilag használhatatlanok voltak ezen a területen. Egy nagy japán katonai támaszpont volt Hankow és Csangsa közt félúton, Yochow (Yueyang) városánál. Ez a város vált az ugrásponttá a Csangsáért vívott négy csata során. Szeptemberben a japánok összegyűjtötték az egységeiket hogy megtámadják Csangsát kelet felől (Nancsangból), északról (Yochowból) és észak-északnyugatról ( a Tungting-tó környékéről).
Elsőként a Japán Hadsereg 101. és 106. hadosztály megindult nyugat felé Jinganból, szeptember 13-án. Itt a kínaiak, főképpen a 32., 60., 72. és 74. hadsereg éppoly agresszívnak bizonyult mint a japánok és három hét véres harc után a japánok kénytelenek voltak visszavonulni a kiindulópontjukhoz, október 14-én érve Jinganba.
A támadás második része dél felé való támadás a Japán Hadsereg 3. és 6. hadosztálya által, Csangsától mintegy 100 kilométerre északról. Ők szeptember 18-án indították meg a támadásukat, és szeptember 22-ének éjszakáján egy dandár a 3. hadosztályból ágyúnaszádokkal és rekvirált dzsunkákkal lehajózott a Dongting tavon és a Milou folyótól délre szállt partra. Miután bekerítették őket a kínaiak egy olyan hadicselhez folyamodtak amelyet gyakran hangoztattak, de még egyszer sem vettettek be: szándékosan utat engedtek az elbizakodott japánoknak, hogy előre nyomuljanak egy nagyszabású csapdába. Amikor a két hadosztály Csangsa 30 kilométeres körzetébe érkezett a 4., 52., 70., 73. és 87. hadsereg egy váratlan támadást indított ellenük minden irányból. Mivelhogy erős ellenállásba ütköztek és elérték a hadművelet időkorlátját, a japánok visszavonultak. A harcolva visszavonuló japánok október 8-án érkeztek meg a kiinduló pozíciójukhoz.
A Csangsa hadművelet harmadik része a Japán Hadsereg 33. hadosztályának délnyugati irányú támadása volt Chongyangból a 27 hadseregcsoport ellen. Ez a támadás szeptember 22-én indult meg és mintegy 100 kilométert tettek meg egyre eltökéltebb kínai ellentámadásokkal megütközve. Miután oldalba támadták őket és a hadművelet időkorlátját is elérték, a japánok itt harcolva visszavonultak, október 14-én érkezve meg Tongshanba.
A csangsai csata meddőnek bizonyult a japánok, és egy nagyon szükséges – még ha csak átmeneti is – sikernek Kína számára. A IX. Háborús Övezet parancsnoka, Csen Cseng tankönyvbe illően mutatta be hogyan kell egy létszámban nagyobb, de fegyverzetben és kiképzésben rosszabb haderőt használni, úgy hogy mobilitásával és agresszív harctevékenységével az győzelmet arasson.

## Következmények
A japán kudarc Csangsánál, a japánok azon évben elszenvedett egyéb nagyobb vereségeivel együtt arra ösztönözték a Kuomintang vezetést hogy késő novemberben megindítsa az 1939–40-es téli offenzívát.

## Megjelenése a művészetekben
2014-ben készült a csatáról egy tv-sorozat a Kínai Népköztársaságban.[forrás?]